# Giuliano Vassalli
Giuliano Vassalli (Perugia, 25 de abril de 1915 - Roma, 21 de octubre de 2009) fue un político italiano, hijo del jurista  Filippo Vassalli.

## Biografía
Hecho prisionero por la Gestapo nazi en 1944, fue sometido a graves torturas, sin embargo por la intervención del Papa Pío XII Vassalli es puesto en libertad, poco tiempo antes que el comandante Nazi Erich Priebke llevara a cabo  la Masacre de las Fosas Ardeatinas, salvando su vida gracias a la intervención del Pontífice.
Posteriormente al finalizar la Segunda Guerra Mundial, se convierte en abogado, profesor universitario y diputado del Partido Socialista Italiano desde 1968 a 1972 y senador de 1983 a 1987. Fue ministro de Justicia de 1987 a 1991. Ese año fue nombrado por el presidente de Italia, Francesco Cossiga, juez del Tribunal Constitucional del que es elegido presidente el 11 de noviembre de 1999. Deja el puesto el 13 de febrero de 2000, convirtiéndose en presidente emérito.